# Krzywoszyn
Krzywoszyn (biał. Крывошын, Krywoszyn; ros. Кривошин, Kriwoszyn) – wieś na Białorusi, w obwodzie brzeskim, w rejonie lachowickim, w sielsowiecie Krzywoszyn.

## Historia
W Rzeczypospolitej Obojga Narodów leżał w województwie nowogródzkim, w powiecie nowogródzkim. Należał wówczas do jezuitów. Odpadł od Polski w wyniku II rozbioru.
Pod zaborami i w II Rzeczypospolita siedziba władz gminy Krzywoszyn. W XIX i w początkach XX w. miasteczko położone w Rosji, w guberni mińskiej, w powiecie nowogródzkim.
W dwudziestoleciu międzywojennym wieś i folwark leżące w Polsce, w województwie nowogródzkim, w powiecie baranowickim, w gminie Krzywoszyn. W 1921 obie miejscowości liczyły łącznie 358 mieszkańców, zamieszkałych w 71 budynkach, w tym 301 Białorusinów, 41 Polaków, 13 Żydów i 3 Rosjan. 299 mieszkańców było wyznania prawosławnego, 37 rzymskokatolickiego, 18 mojżeszowego i 4 ewangelickiego.
Prowadziła tu wówczas kolej wąskotorowa z Baranowicz, rozebrana do czasów współczesnych.
Po II wojnie światowej w granicach Związku Sowieckiego. Od 1991 w niepodległej Białorusi.

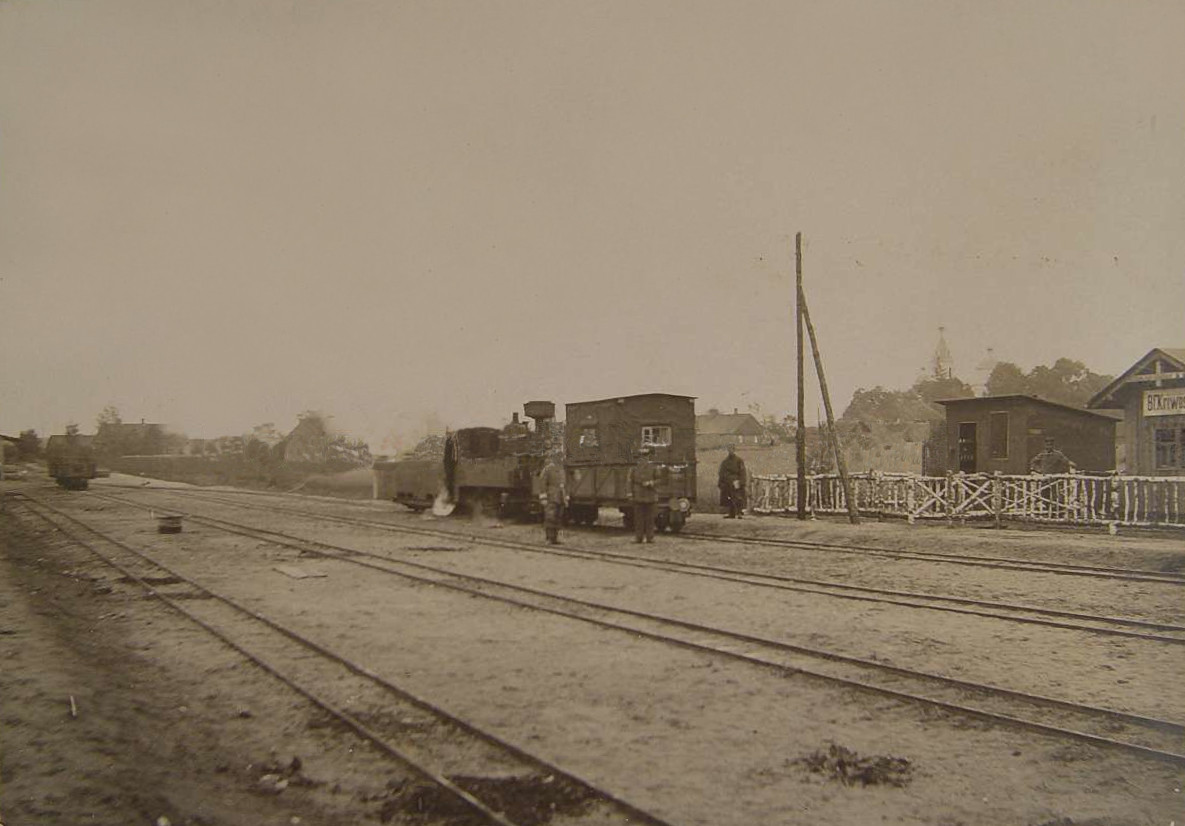
stacja kolejowa Krzywoszyn w czasie I wojny światowej
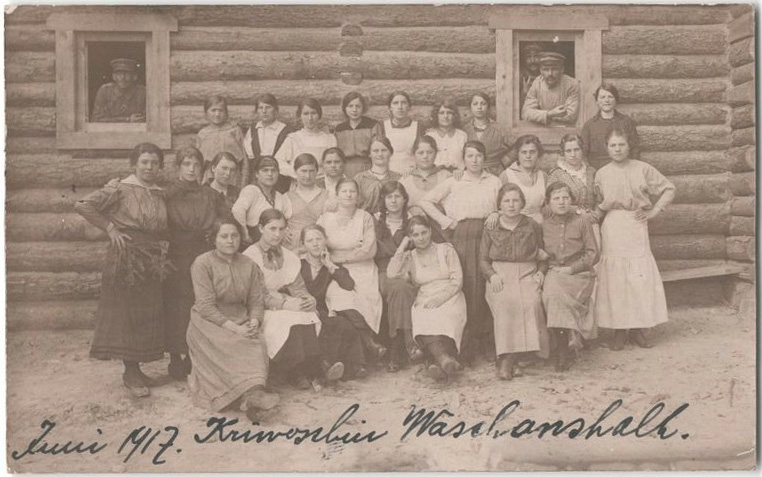
mieszkańcy Krzywoszyn (1917)

## Religia
W 1670 powstała tu misja jezuicka, podległa kolegium jezuitów w Nieświeżu. Parafia katolicka została skasowana przez władze carskie, w ramach represji po powstaniu styczniowym. Odrodziła się w niepodległej Polsce i zanikła w czasach sowieckich.
Współcześnie działa tu prawosławna parafia Opieki Najświętszej Marii Panny, użytkująca kościół pojezuicki z 1740.

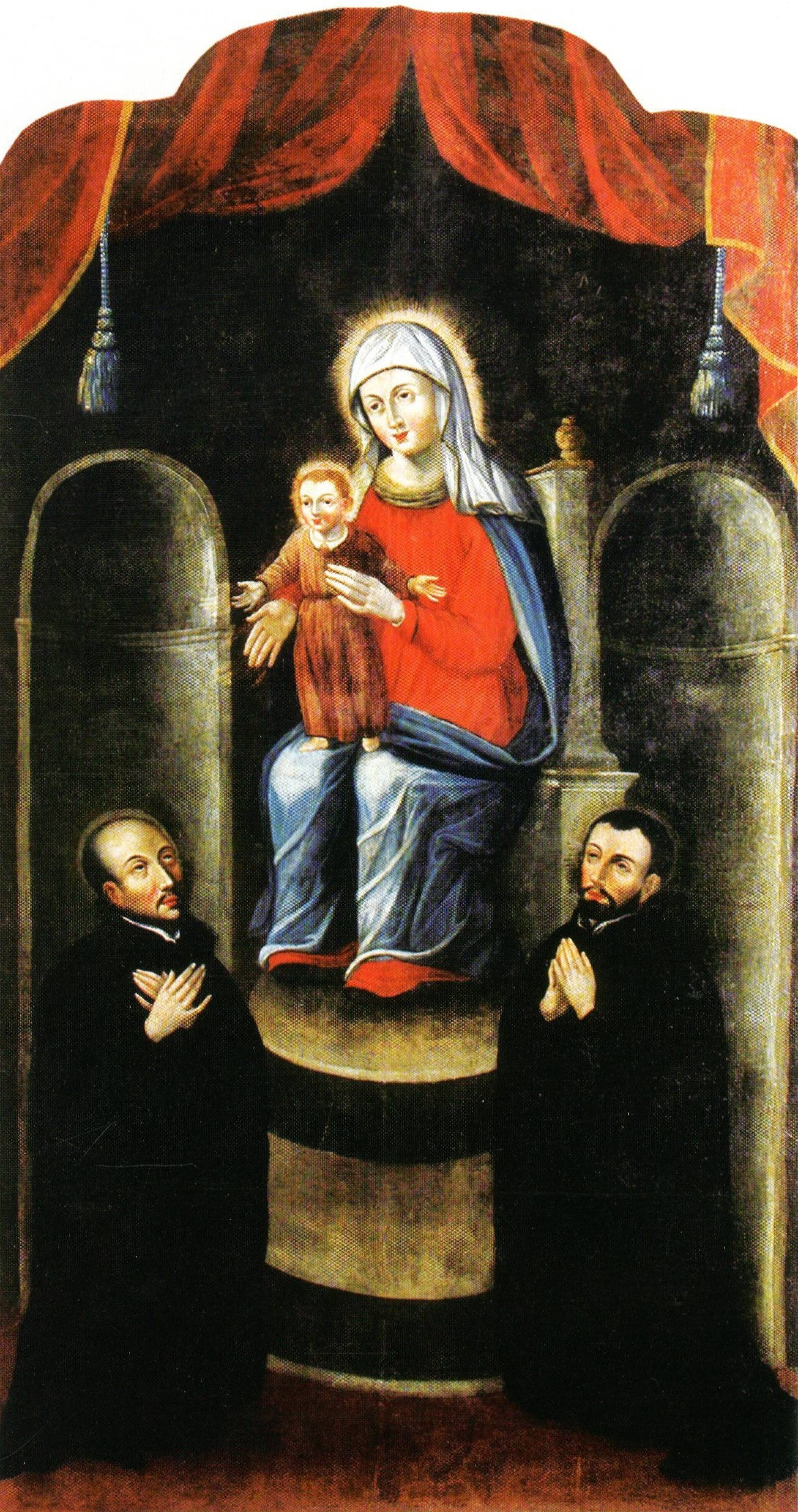
Matka Boża Krzywoszyńska (obecnie w muzeum w Mińsku)